# Theo & Den Magiske Talisman
Theo & Den Magiske Talisman er en familiejulekalender, som blev sendt på DR1 fra den 1. til 24. december 2018.
Under optagelserne havde julekalenderen titlen Thannanaya.

## Handling
Theodor bliver mobbet af sine klassekammerater, og derfor tilbringer han meget tid sammen med sin morfar, Harald. De laver et maleri over ‘Thannanaya’ på en væg omkring en kamin i Haralds hus. Harald falder ned af en stige og får på sygehuset konstateret et forstørre hjerte. Harald ender med at komme i koma. 
Theo rejser ved hjælp af en magisk talisman til det magiske land ‘Thannanaya’ for at forsøge at redde sin morfar Harald fra at dø. På rejsen får han selskab af pigen Simone, der lige er begyndt i hans klasse.

## Medvirkende
| Skuespiller               | Rolle          |
| ------------------------- | -------------- |
| Kian Lawson-Khalili       | Theodor        |
| Safina Coster-Waldau      | Simone         |
| Bjarne Henriksen          | Morfar Harald  |
| Maria Rossing             | Helene         |
| Jens Jacob Tychsen        | Thomas         |
| Eva Klie Rubow            | Alma           |
| Max Tranberg              | Mads Christian |
| Peter Zandersen           | Bjørn          |
| Benedikte Hansen          | Karen          |
| Dag Malmberg              | Otto           |
| Nicolas Bro               | Træmanden      |
| Ulver Skuli Abildgaard    | Storbryggeren  |
| Mercedes Claro Schelin    | Berg-Gry       |
| Jens Andersen             | Faunen         |
| Amanda Collin             | Oraklet        |
| Amelia Höy                | Hidkalderen    |
| Josephine Ingrid Raahauge | Børsten        |
| Sarah Boberg              | Thanna         |

## Produktion
Theo & Den Magiske Talisman er skrevet af Trine Piil og Peter Gornstein samt instrueret af Peter Gornstein.
Optagelserne begyndte i oktober 2017. Flere af optagelserne er foretaget i Polen, mens andre scener er filmet i DR Byen, København. Julekalenderens titelsang bliver sunget af Mads Langer, som bærer navnet 'Tag Mig Med'. Den er skrevet i samarbejde medkomponisten Rasmus Bille Bähncke.